# Aalsburg en Blauwe Hof
Aalsburg en Blauwe Hof is een woonwijk in de Gelderse gemeente Wijchen.
In het noorden grenst wordt de wijk aan de wijk Homberg, Heilige Stoel en Kraaijenberg. De grens wordt hier gevormd door de Brabantse Lijn. In het oosten grenst het aan de wijk Centrum en Valendries. In het zuiden grenst de wijk Wijchen-Zuid aan de wijk en in het westen grenst de wijk aan Verspreide huizen tussen Wijchen en Niftrik.